# Lenguas del monte Bosavi
Las lenguas del monte Bosavi o lenguas bosavinas son una familia de lenguas papúes, incluida entre las lenguas trans-neoguineanas en la clasificación de Malcolm Ross. Reciben su nombre del monte Bosavi situado en la provincia neoguineana de Tierras altas meridionales

## Clasificación

### Lenguas del grupo
Estas lenguas, que están estrechamente emparentadas (aunque solo tienen alrededor de un 10-15% de vocabulario en común), son:
Aimele (Kware), Kaluli-Kasua, Beami-Edolo, Dibiyaso (Bainapi), Onobasulu, Sonia.
El turumsa, lengua casi extinta, fue incluida entre las lenguas Bosavi en la edición 16.ª de Ethnologue, aunque tiene más vocabulario en común con el doso, una lengua no clasificada.

### Relación con otros grupos
Las lenguas del monte Bosavi han sido consideradas desde S. Wurm como parte de las lenguas trans-neoguineanas. Dentro de las lenguas trans-neoguineanas el proyecto ASJP, basado en similitudes léxicas, encuentra una mayor similitud primero con el pequeño grupo de lenguas awin-pare y una similitud grande aunque algo menor con las lenguas enganas y las lenguas duna-bogaya. Todos estos grupos son geográficamente contiguos a las tierras altas situadas sobre la parte occidental Cordillera Central en Papúa Nueva Guinea.

## Comparación léxica
Los numerales en diferentes lenguas del monte Bosavi:
| GLOSA           | Edolo      | Kaluli    | Onobasulu | PROTO- BOSAVI |
| --------------- | ---------- | --------- | --------- | ------------- |
| '1' 'meñique'   | ɑke        | agel      | ɑ'gɛlɛ    | *akéle        |
| '2' 'anular'    | ɑketu '    | aⁿdep̚     | ɑgɑ'nɛbo  | *ake-         |
| '3' 'medio'     | osotɑ      | asɔl      | o'solo    | *asóra        |
| '4' 'índice'    | biitu      | fɛlɛdamal | bi'nibo   | *βir-         |
| '5' 'pulgar'    | bi         | bi        | bi        | *bi           |
| '6' 'palma'     | kafe       | dɔɡɔfe    | 'kabe     | *káβe         |
| '7' 'muñeca'    | kifɑlɑ̃tɑlũ | dom̥       | 'domo     | *dómo         |
| '8' 'antebrazo' | kõtõ       | o         | 'aiyo     |               |
| '9' 'codo'      | sẽkẽ       | agatʰɔ    | ɑgo'folo  | *ago-         |
| '10' bíceps'    | nɑpũ       | dɔ        | 'dɑbulu   | *dápulu       |